# David Clarke (Eishockeyspieler)
David Clarke (* 5. August 1981 in Peterborough, England) ist ein ehemaliger britischer Eishockeyspieler, der den Großteil seiner Karriere bei den Nottingham Panthers in der Elite Ice Hockey League unter Vertrag stand. Von 2016 bis 2018 war er zudem auch Assistenztrainer des Clubs.

## Karriere
David Clarke begann seine Karriere als Eishockeyspieler bei den Peterborough Pirates in seiner Geburtsstadt, für deren Profimannschaft er bereits als 15-Jähriger in der British National League aktiv war. Dabei wurde er 1999 als bester junger Spieler der BNL ausgezeichnet. 2000 wechselte er zu den Newcastle Jesters in die Ice Hockey Superleague. Nach der Auflösung der Mannschaft kehrte er kurzzeitig nach Peterborough zurück, ging dann aber zum Ligarivalen Milton Keynes Kings, für die er die Saison zu Ende spielte. Einzelne Partien absolvierte er auch für das Superleagueteam der London Knights. Nach einem Jahr beim BNL-Team Guildford Flames, in dem er als wertvollster Spieler der Liga ausgezeichnet wurde, ging er 2003 zu den Nottingham Panthers in die Elite Ice Hockey League, wo er – mit Ausnahme eines Abstechers zum italienischen Klub HC Alleghe 2007/08 – seither auf dem Eis steht. Mit den Panthers wurde er 2007, 2011, 2012 und 2013 durch den Gewinn der EIHL britischer Meister. 2004, 2010, 2011, 2012, 2013, 2014 und 2016 gewann er mit seiner Mannschaft den Challenge Cup der EIHL. Er selbst wurde 2005 als wertvollster Spieler der Liga ausgezeichnet und 2010 in das All-Star-Team berufen. Zudem war er mehrfach der beste britische Stürmer und erfolgreichste britische Torschütze in der EIHL. 2017 gelang ihm mit seiner Mannschaft der Gewinn des IIHF Continental Cups. Seit 2013 war er Mannschaftskapitän des Teams aus der Robin-Hood-Stadt, seit 2016 auch Assistenztrainer. 2018 beendete er seine Karriere.

### International
Für Großbritannien nahm Clarke im Juniorenbereich an der U18-B-Europameisterschaft 1998 und der U18-B-Weltmeisterschaft 1999 sowie den U20-C-Weltmeisterschaften 1999 und 2000 und der Division II der U20-Weltmeisterschaft 2001 teil.
Im Seniorenbereich stand er im Aufgebot seines Landes bei den Weltmeisterschaften der Division I 2001, 2002, 2003, 2004, 2005, 2006, 2007, 2008, 2009, 2010, 2011, 2012, 2013, 2014, 2016 und 2017. Dabei war er 2005 mit sechs Assists bester Vorlagengeber und 2011 mit vier Treffern gemeinsam mit dem Ukrainer Oleh Tymtschenko bester Torschütze des Turniers. Zudem nahm Clarke für Großbritannien an den Olympiaqualifikationen für die Spiele in Vancouver 2010, in Sotschi 2014 und in Pyeongchang 2018 teil.

## Erfolge und Auszeichnungen
| - 1999 Bester junger Spieler der British National League - 2003 Wertvollster Spieler der British National League - 2004 Challenge-Cup-Sieger der EIHL mit den Nottingham Panthers - 2005 Wertvollster Spieler der Elite Ice Hockey League - 2007 Meister der Elite Ice Hockey League mit den Nottingham Panthers - 2010 Challenge-Cup-Sieger der EIHL mit den Nottingham Panthers - 2010 EIHL First All-Star-Team - 2011 Challenge-Cup-Sieger der EIHL mit den Nottingham Panthers - 2011 Meister der Elite Ice Hockey League mit den Nottingham Panthers | - 2012 Challenge-Cup-Sieger der EIHL mit den Nottingham Panthers - 2012 Meister der Elite Ice Hockey League mit den Nottingham Panthers - 2013 Challenge-Cup-Sieger der EIHL mit den Nottingham Panthers - 2013 Meister der Elite Ice Hockey League mit den Nottingham Panthers - 2014 Challenge-Cup-Sieger der EIHL mit den Nottingham Panthers - 2016 Playoff- und Challenge-Cup-Sieger der EIHL mit den Nottingham Panthers - 2016 Bester britischer Stürmer - 2017 IIHF-Continental-Cup-Gewinn mit den Nottingham Panthers |

### International
- 2005 Bester Vorlagengeber bei der Weltmeisterschaft der Division I, Gruppe A
- 2011 Bester Torschütze der Weltmeisterschaft der Division I, Gruppe B
- 2017 Aufstieg in die Division I, Gruppe A bei der Weltmeisterschaft der Division I, Gruppe B

## Statistik
(Stand: Ende der Saison 2017/18)